# TF (変身)
TFとは、変身を扱うフィクション上のジャンルの1つであり、英語における「トランスフォーメーション」(Transformation)の略称である。日本語においては「変身」と表記されるか、変身する対象に応じて「～化」と～の部分に対応する漢字（例えば動物への変身であれば「獣化」）を含めて対応する。
こちらではそのTFの中でもフィクションにおける人間から動物、あるいはその逆への変身について扱う、よって歴史的な経緯のかかわる神話・伝説・民話における動物への変身は変身譚を。同じくフィクションにおいて人間が石に変えられてしまう内容については石化を参照のこと。

## TFとは
TFとは冒頭にも書いた通りフィクションにおいて変身が描かれる際に使われる言葉であり、その中でも動物を対象としたものに使われることが多くTSF（性転換）や石化・金属化とは別のジャンル分けをされている。しかしそれらと、特にTSFとも絡めて描かれることも多くこの両者についてはつかず離れずと言った関係になっている。
動物への変身と言う題材は「変身譚」の項目でも書かれているように、古くから神話や民間伝承の中で描かれてきたものである。しかしながら宗教的また道徳的な要素が含まれているそれらに対して、TFと表記される場合はフェティシズムの表れとなっている場合が多く、故にアダルト的な要素（外部リンク参照）が多分に盛り込まれているのも珍しくはない。なおそう言った神話等を題材にしているTF作品も存在している。
元々、欧米において盛んなジャンルであったが、日本においても手塚治虫などの漫画家がその作品の中で（「バンパイヤ」「ザムザ復活」など）そう言った表現を使っていたことが知られている。より広く認知されるまでにはインターネットの普及を待たねばならなかったが、近年ではTFを扱った作品が登場したりコミックマーケットと言った同人誌即売会にもそれをテーマとしたサークルの参加が見られるようになっている。
商業的には先にあげた手塚治虫の例を見るように、扱った漫画（「ワイルドハーフ」「おキツネさまでChu♥」など）、小説（「創竜伝」など）、ゲーム（「ポケモン不思議のダンジョン」など）、アニメ（「スカルマン」「我が家のお稲荷さま。」など）が時折発売されている。

## TFの表現
現実的には不可能な変身であるが、TFを扱う小説や絵・漫画において以下のような描写がその過程や原因としてなされる。
- 魔法（魔法使いに魔法をかけられて動物化する話が多く存在する）
- 薬品投与
- 妖術｛妖怪を復活させたがために仲間（化け猫なら猫など）にされるなど｝
- 神の力（変身したいという願って、それが叶うなど）
- 手術（「ザムザ復活」犯罪者への刑罰として）
- 病気
- 祟り（キツネを殺したために、キツネの尻尾が生えるなど）
- 体質（人狼など）
- 憑依（例えば、キツネに憑依されて、キツネに変身するなど）
- 生まれ変わり
- 融合（「ポケットモンスター 赤・緑」におけるマサキ）
- 呪い（「にゃんこい! 」猫地蔵の呪いにより、主人公が猫に変身する）

再び元の姿に戻れるか、なった姿に意味があるのかないのかと言う点でも作品によって違いが見られる。また必ずしもこのような表現が作中でされているとは限らず、全く描写がなくただどうしてそうなったのかと言う説明の中で盛り込まれている場合もある。
TF後の姿として使われるのは哺乳類（狼・犬・キツネ・猫・馬など）に限らず、鳥類や架空の生物として竜などもある。反面、昆虫や魚類は少なく、それぞれの嗜好によるところが大きい。

## ケモノとの関係
動物への変身、またはその逆を扱うが故に「ケモノ」と称されるジャンルと同一、また被って扱われることも多い。しかし「ケモノ」がまず動物ないし獣人を対象としているジャンルであるのに対し、TFは、この項目においては主として動物を絡めたTFをテーマとしているものの、そもそもは変身その物が対象であり、更にその結果が必ずしも動物に限らない広範な物に及ぶ言葉であるので、厳密に書けば必ずしも同一とは言えない近しいが異なったジャンルである。